# Eigil Ramsfjell
Eigil Ramsfjell   (Oslo, 17 de març de 1955) és un jugador de cúrling noruec, ja retirat, que va competir entre les dècades de 1970 i 1990. És considerat un dels pioners del cúrling modern.
El 1988 va prendre part en els Jocs Olímpics d'Hivern de Calgary, on guanyà la medalla d'or en la competició del cúrling, que en aquella ocasió era un esport de demostració. El 1998, als Jocs de Nagano va guanyar la medalla de bronze en la competició de cúrling, aquesta vegada ja formant part del programa oficial dels Jocs.
En el seu palmarès també destaquen nou medalles als Campionats del Món de cúrling, tres d'or, dues de plata i quatre de bronze, entre les edicions de 1978 i 1989. Als Campionats d'Europa de cúrling també guanyà nou medalles, una d'or, quatre de plata i quatre de bronze, entre les edicions de 1979 i 1995.
Una vegada retirat passà a exercir d'entrenador de cúrling, entre d'altres de la selecció noruega femenina.